# Karl F. Sundman
Karl Frithiof Sundman (Kaskinen, Ostrobotnia, 28 de octubre de 1873 – Helsinki, 28 de septiembre de 1949) fue un físico finlandés que usó métodos analíticos para probar la existencia de una solución al problema de los 3 cuerpos con series infinitas convergentes, en 1906 y 1909. También publicó un escrito sobre la regularización de métodos en mecánica, en 1912.

## Reconocimientos
- Sundman fue galardonado con el Premio Pontécoulant por la Academia de Ciencias de Francia en 1913 por su trabajo.[1]
- En 1947 fue elegido miembro extranjero de la Real Academia de las Ciencias de Suecia.

## Eponimia
- El cráter lunar Sundman lleva este nombre en su memoria.[4]
- El asteroide (1424) Sundmania también conmemora su nombre.[5]